# Mexacanthus
Mexacanthus là chi thực vật có hoa trong họ Acanthaceae.